# قیز قلعه سی
بقایای قیز قلعه سی مربوط به سده‌های میانه دوران‌های تاریخی پس از اسلام است و در شهرستان ماهنشان، بخش انگوران، دهستان قلعه جوق، ۱ کیلومتری جنوب شرق روستای قلعه جوق واقع شده و این اثر در تاریخ ۲۷ بهمن ۱۳۸۷ با شمارهٔ ثبت ۲۴۵۸۴ به‌عنوان یکی از آثار ملی ایران به ثبت رسیده است.